# ジェームズ・イニス＝カー (第6代ロクスバラ公爵)

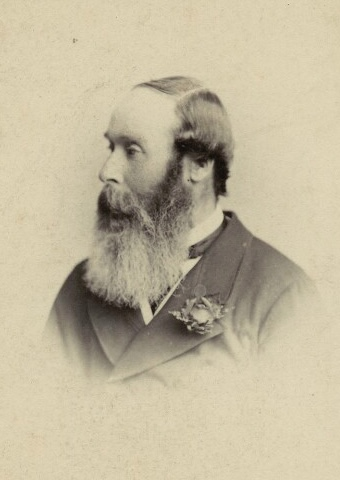
トマス・リチャード・ウィリアムズによる肖像写真、1860年代。

第6代ロクスバラ公爵ジェームズ・ヘンリー・ロバート・イニス＝カー（James Henry Robert Innes-Ker, 6th Duke of Roxburghe KT、1816年7月12日 – 1879年4月23日）は、スコットランド貴族。スコットランド王立高地農業協会会長、スコットランド国立銀行理事、ベリックシャー統監を務めた。1823年までボーモント侯爵の儀礼称号を使用した。

## 生涯
第5代ロクスバラ公爵ジェームズ・イニス＝カーと2人目の妻ハリエット（Harriet、1778年ごろ – 1855年1月19日、ベンジャミン・チャールウッドの娘）の息子として、1816年7月12日にフロアズ城で生まれた。1823年7月19日に父が死去すると、ロクスバラ公爵位を継承した。1827年ごろから1831年までイートン・カレッジで教育を受けた後、1834年5月14日にオックスフォード大学クライスト・チャーチに入学したが、卒業しなかった。
成人（21歳）直後の1837年8月11日、連合王国貴族であるイニス伯爵に叙された。1838年6月28日のヴィクトリア女王戴冠式では王剣（St Edward’s Staff）を持つ役割だった。1840年3月18日、シッスル勲章を授与された。
1849年1月10日から1853年1月までスコットランド王立高地農業協会会長を務めた。このほか、スコットランド国立銀行理事を務めた。
1873年7月9日にベリックシャー統監に任命され、1879年に死去するまで務めた。
1879年4月23日にジェノヴァで死去した。5月3日にフロアズ城で葬式が行われた後、ロクスバラシャーのボウデンで埋葬された。息子ジェームズ・ヘンリー・ロバートが爵位を継承した。

## 家族

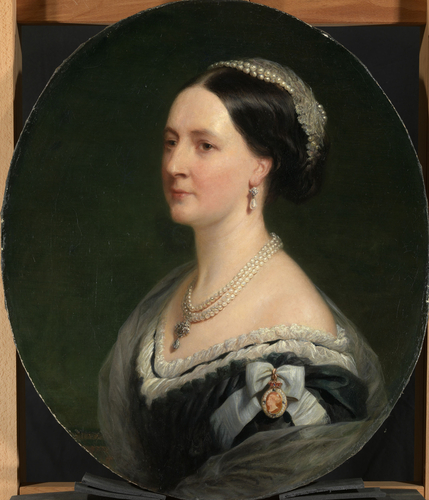
ロクスバラ公爵夫人スザンナ。ヘンリー・ウィンダム・フィリップス画、1868年。

1836年12月29日、スザンナ・ステファニア・ダルビアック（1814年8月28日 – 1895年5月7日、ジェームズ・チャールズ・ダルビアックの娘）と結婚、2男2女をもうけた。
- スーザン・ハリエット（英語版）（1837年11月13日 – 1909年10月16日） - 1857年8月5日、第6代準男爵サー・ジェームズ・グラント＝サッティー（1878年10月30日没）と結婚、子供あり[8]
- ジェームズ・ヘンリー・ロバート（1839年9月5日 – 1892年10月23日） - 第7代ロクスバラ公爵[1]
- シャーロット・イザベラ（1841年8月8日 – 1881年4月24日） - 1862年10月28日、ジョージ・ラッセル（George Russell、1911年没、ウィリアム・ラッセルの息子）と結婚、子供あり[8][9]
- チャールズ・ジョン（1842年12月31日 – 1919年11月19日） - 1866年1月15日、ブランシュ・メアリー・ピアーズ＝ウィリアムズ（Branche Mary Peers-Williams、1914年7月1日没、トマス・ピアーズ＝ウィリアムズの娘）と結婚、子供あり[9]